# Grænlendingar
Die Grænlendingar (isländisch für „Grönländer“; dänisch nordboerne „Nordbewohner“; grönländisch qallunaatsiaat etwa „mittelgroße Dänen“) waren nordgermanische Siedler, die sich, von Island kommend, ab dem Jahr 986 auf der Insel Grönland niederließen und auf ihren Reisen auch als erste Europäer das nordamerikanische Festland entdeckten und kurzzeitig besiedelten. Die Grænlendingar lebten von der Landwirtschaft und der Jagd in zwei bis drei Siedlungsgebieten, der (zweiteiligen) Eystribyggð an der grönländischen Südwestküste und der Vestribyggð an der Westküste. Im Laufe der Geschichte begegneten sie auch verschiedenen eskimoischen Kulturen. Ihre Siedlungen bestanden rund 500 Jahre, bis sie im Laufe des 15. Jahrhunderts aus nicht restlos geklärten Gründen aufgegeben wurden und die Siedlungsbereiche von den Inuit der Thule-Kultur übernommen wurden. Die Existenz der Grænlendingar ist sowohl durch schriftliche als auch durch archäologische Quellen belegt.

### Schriftliche Quellen

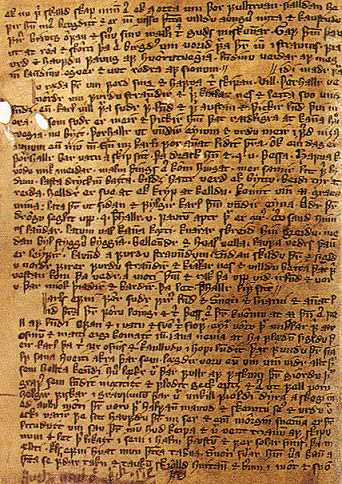
Eine Seite aus der Eiríks saga rauða

Die Grænlendingar treten in zahlreichen Werken der mittelalterlichen nordischen Sagaliteratur auf. Bereits in der ersten Hälfte des 19. Jahrhunderts erschien das dreibändige Werk Grønlands Historiske Mindesmærker (1838–1845) von Finnur Magnússon und Carl Christian Rafn, in dem die für die mittelalterliche Geschichte Grönlands relevanten Quellen gesammelt und ausgewertet wurden. Im 20. Jahrhundert wurden weitere Übersichten über die schriftlichen Quellen zu Grönland verfasst, unter anderem von Sigurður Nordal und Jón Helgason.
Ausschließlich von den Grænlendingar handeln die folgenden zwei Sagas:
- Die Grænlendinga saga („Saga der Grönländer“) ist in der Flateyjarbók aus dem späten 14. Jahrhundert überliefert und wird inhaltlich auf etwa 1200 datiert. Sie berichtet von der Besiedelung Grönlands und der Besiedelung Amerikas in Vinland durch die Grænlendingar. Da diese bereits Anfang des 11. Jahrhunderts stattfand, fand die Verschriftlichung erst rund 200 Jahre nach den Ereignissen statt.
- Die Eiríks saga rauða („Saga von Erik dem Roten“) ist in zwei Handschriften überliefert, einerseits in der Hauksbók aus dem 14. Jahrhundert sowie andererseits in der Skálholtsbók aus dem 15. Jahrhundert. Sie wurde früher als Þorfinns saga karlsefnis bezeichnet. Beide Textversionen scheinen auf eine Quelle aus dem späten 13. Jahrhundert zurückzugehen. Inhaltlich werden dieselben Themen wie in der Grænlendinga saga behandelt, womit hier rund 300 Jahre zwischen den Ereignissen und der Verschriftlichung lagen.

Die in den beiden vorgenannten Sagas beschriebenen Ereignisse über die Landnahme Grönlands lassen sich durch Ari Þorgilssons Íslendingabók bestätigen, die bereits um 1125 niedergeschrieben wurde und somit nur rund 100 Jahre später. Er schrieb, dass er seine Informationen von seinem Onkel hatte, der wiederum mit einem Kameraden Eriks des Roten gesprochen hatte. Dazu kommen einige Erwähnungen in der isländischen Landnámabók.
Daneben wird in mehreren Sagas beiläufig aus Grönland berichtet:
- In der Flóamanna saga („Saga der Leute aus Flói“) wird von einem Besuch von Þorgils Orrabeinsfóstri bei Erik dem Roten berichtet.
- Die Fóstbrœðra saga („Saga der Schwurbrüder“) handelt von einem blutigen Konflikt in Grönland.
- Die Skáldhelgarímur behandeln die Liebesgeschichte des isländischen Skalden Helgi in Grönland.
- Der Grænlendinga þáttr („Erzählung der Grönländer“), auch Einars þáttr Sokkasonar („Erzählung von Einarr Sokkason“), berichtet von der Gründung des Bistums Garðar.

Neben diesen eher belletristischen Erzählungen gibt es einige mittelalterliche historische Quellen, die von den Grænlendingar berichten:
- Die isländischen Annalen (annálar) berichten von zahlreichen, vor allem kirchlichen, Ereignissen in Grönland.
- Die aus der Mitte des 13. Jahrhunderts stammende Konungs skuggsjá („Königsspiegel“) enthält eine Beschreibung Grönlands.
- Der Isländer Ívarr Bárðarson hinterließ im 14. Jahrhundert eine weitere ausführliche Beschreibung Grönlands.
- Der Isländer Björn Jónsson fasste Anfang des 17. Jahrhunderts einige später verlorengegangene geografische Aufzeichnungen über Grönland zusammen.
- Einige weitere Quellen bilden Diplome und Urkunden mit vor allem kirchlichem Bezug.[2]

Neben den altnordischen Quellen gibt es mehrere grönländische Mythen, die von Treffen zwischen Inuit und Grænlendingar berichten und erstmals um 1870 von Hinrich Johannes Rink in Eskimoiske Eventyr og Sagn niedergeschrieben wurden.

### Archäologische Quellen

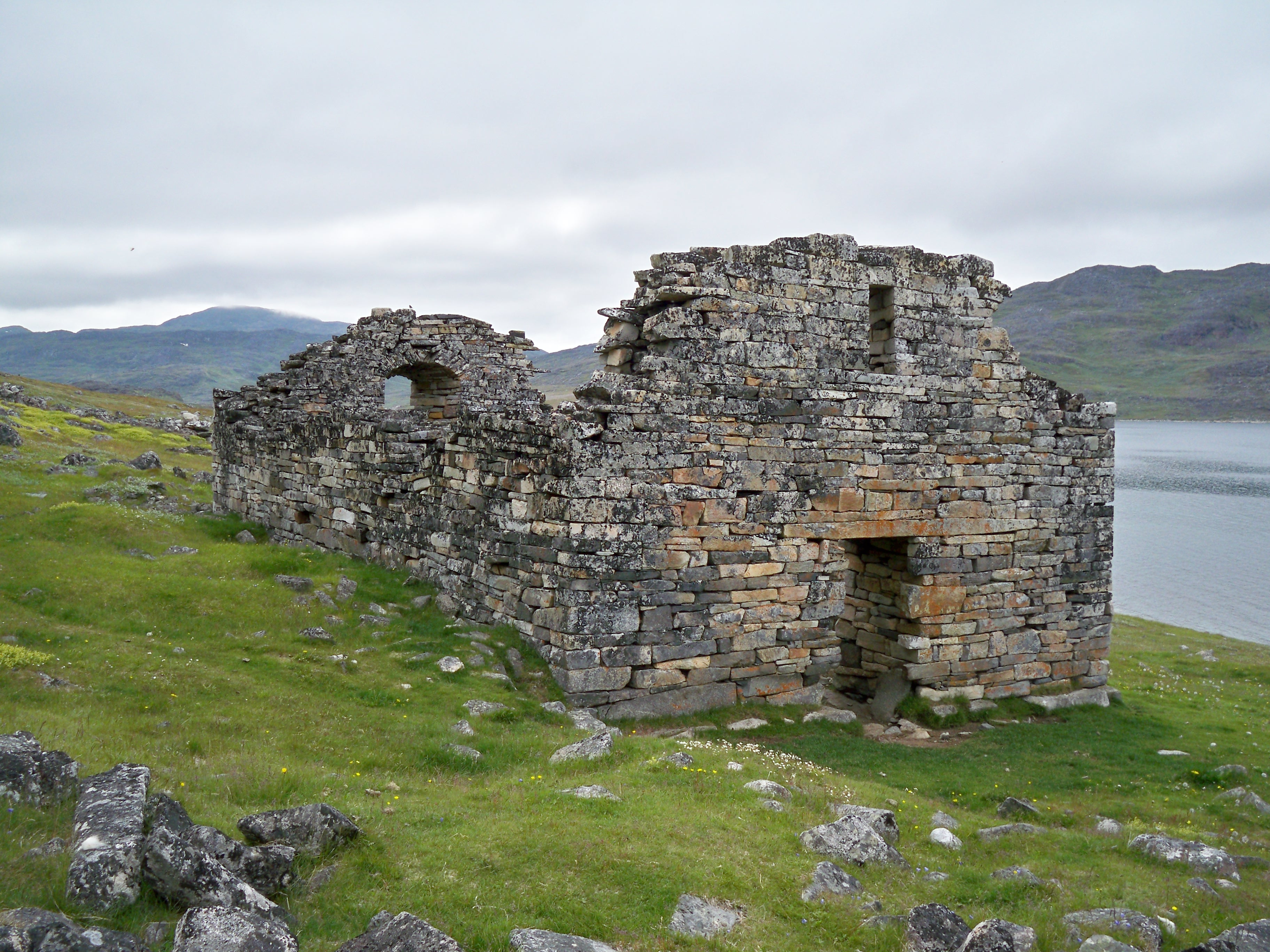
Kirchenruine von Hvalsey

Die archäologische Erforschung Grönlands begann bereits mit Hans Egede im Zuge der Kolonialisierung Grönlands 1721. Schon 1723 stieß er zufällig auf Siedlungsreste der Eystribyggð, ohne dass ihm die Bedeutung seiner Entdeckung klar war. Im 18. und 19. Jahrhundert fanden zahlreiche Expeditionen nach Grönland statt, die teilweise archäologischen Zwecken dienten. Nach der Gründung der Kommission für Wissenschaftliche Untersuchungen in Grönland in den 1870er Jahren wurde die systematische Untersuchung der grönländischen archäologischen Zeugnisse aus der Zeit der Grænlendingar begonnen. Zu den ersten gehörten Gustav Frederik Holm, der in den 1880er Jahren die Eystribyggð untersuchte, und Daniel Bruun, der 1894 die Eystribyggð und 1903 die Vestribyggð erforschte. Ab 1921 nahm Poul Nørlund Ausgrabungen in Grönland in Herjólfsnes, Garðar und Brattahlíð vor. In den 1930er Jahren war Aage Roussell der führende Archäologe in Grönland; er erforschte sowohl die Eystribyggð als auch die Vestribyggð. Nach dem Zweiten Weltkrieg übernahm Christen Leif Vebæk diese Tätigkeit. Er wurde in den 1960er Jahren von Jørgen Meldgaard abgelöst.
Zahlreiche Siedlungen und Höfe in Grönland sind im Laufe der Zeit ausgegraben und erforscht worden. Neben den Ruinen an sich dienen auch die darin gefundenen Alltagsgegenstände sowie Knochen von Menschen und Tieren als Quellen für die Rekonstruktion des Lebens der Grænlendingar.

## Geschichte

### Entdeckung und Besiedelung Grönlands

Expansion der Wikinger

Die Entdeckung und Besiedelung Grönlands fand in der Wikingerzeit statt, als die Bewohner Skandinaviens meist seefahrend in verschiedene Teile Europas expandierten oder Raubzüge vornahmen. Hierbei besiedelten die Schweden die Rus (vgl. Normannentheorie) und reisten bis zum Schwarzen Meer und Vorderasien, die Dänen besiedelten England sowie die Normandie und befuhren das Mittelmeer und die Norweger ließen sich in Irland, Schottland, Island und den Färöern nieder.
In der Landnámabók und der Eiríks saga rauða wird beiläufig erwähnt, wie Gunnbjǫrn Úlfsson auf einer Fahrt von Norwegen nach Island im Sturm vom Kurs abgekommen und mit seinem Schiff westlich von Island auf Land gestoßen war. Da Gunnbjǫrns Bruder Grímkell an der Landnahme in Island beteiligt war, kann dieses Ereignis auf die Jahrzehnte um 900 herum datiert werden. In der zweiten Hälfte des 10. Jahrhunderts wollte der Isländer Snæbjǫrn galti Hólmsteinsson gemäß den Sagas mit einigen Kameraden das von Gunnbjǫrn entdeckte Land besiedeln, allerdings kam es zum Streit und die Siedler töteten sich gegenseitig.
In der Eiríks saga rauða und der Landnámabók wird schließlich auch von der erfolgreichen Besiedelung Grönlands durch Erik den Roten (altnordisch Eiríkr inn rauði) berichtet. Er war in Norwegen geboren worden und kam mit seinem Vater nach Island, weil dieser wegen Mordes aus seiner Heimat verbannt worden war. Erik geriet jedoch auch in tödliche Konflikte und wurde deswegen 982 für drei Jahre aus Island verbannt. Daraufhin segelte er für drei Jahre nach Westen, um das von Gunnbjǫrn entdeckte Land zu finden. Er erreichte vermutlich die grönländische Ostküste und segelte dann südwärts nach Südgrönland. Erik reiste drei Jahre lang durch Südgrönland und kehrte anschließend nach Island zurück. In Island berichtete er von dem neu entdeckten Land, das er Grœnland („Grünland“) nannte, um mögliche Siedler dorthin zu locken. Der gewählte Name ist beschönigend, aber wegen der durch die mittelalterliche Klimaanomalie bedingte Erwärmung vermutlich nicht völlig unrealistisch. Die Gruppe segelte 985 mit 25 Schiffen ab, von denen nach der Schilderung in der Landnámabók nur 14 die grönländische Küste erreichten. Die von den ersten Siedlern am Eriksfjord errichteten Höfe bildeten den Kern der Ostsiedlung.

### Konsolidierung der Gesellschaft

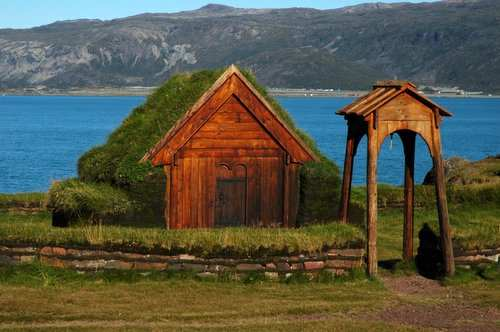
Rekonstruktion der Kirche von Brattahlíð, der angeblich ersten Kirche Grönlands

Die in den Sagas überlieferte Chronologie der Besiedelung Grönlands durch die Grænlendingar lässt sich anhand von archäologischen Ausgrabungen bestätigen. In der Eystribyggð lassen sich die ältesten Funde im Fjord Tunulliarfik auf das späte 10. Jahrhundert datieren. In der ersten Hälfte des 11. Jahrhunderts breiteten sich die Siedler nach Südosten aus. Zur selben Zeit wurde auch die Vestribyggð besiedelt. Die Sagas berichten davon, dass die Siedler aus Island stammten und anthropologische und genetische Untersuchungen haben bestätigt, dass die Grænlendingar genauso wie die Bevölkerung Islands ursprünglich norwegischer und keltischer Abstammung waren.
Bereits in den ersten Jahren der Besiedelung kam es zu zwei weiteren einschneidenden Ereignissen. Die Eiríks saga rauða berichtet, direkt nachdem die Siedler um Erik den Roten nach Grönland gezogen waren, dass der Norweger Bjarni Herjólfsson seinen Vater in Island besuchen wollte, dort aber erfuhr, dass dieser mit Erik nach Grönland gesegelt war. Bjarni fuhr deswegen ebenfalls gen Westen, kam jedoch vom Kurs ab und sichtete so das nordamerikanische Festland, erreichte schließlich aber doch Grönland und seinen Vater Herjólfr Bárðarson in Herjólfsnes. Daraufhin fuhr Eriks Sohn Leif Eriksson (altnordisch Leifr Eiríksson) nach Westen und benannte die entdeckten Landstriche Helluland, Markland und Vinland. Es ist teilweise umstritten, welche Bereiche der Küste damit gemeint sind, allerdings zeugen archäologische Spuren in L’Anse aux Meadows an der Nordspitze Neufundlands von einer kurzzeitigen Besiedelung durch die Grænlendingar um das Jahr 1000 herum.

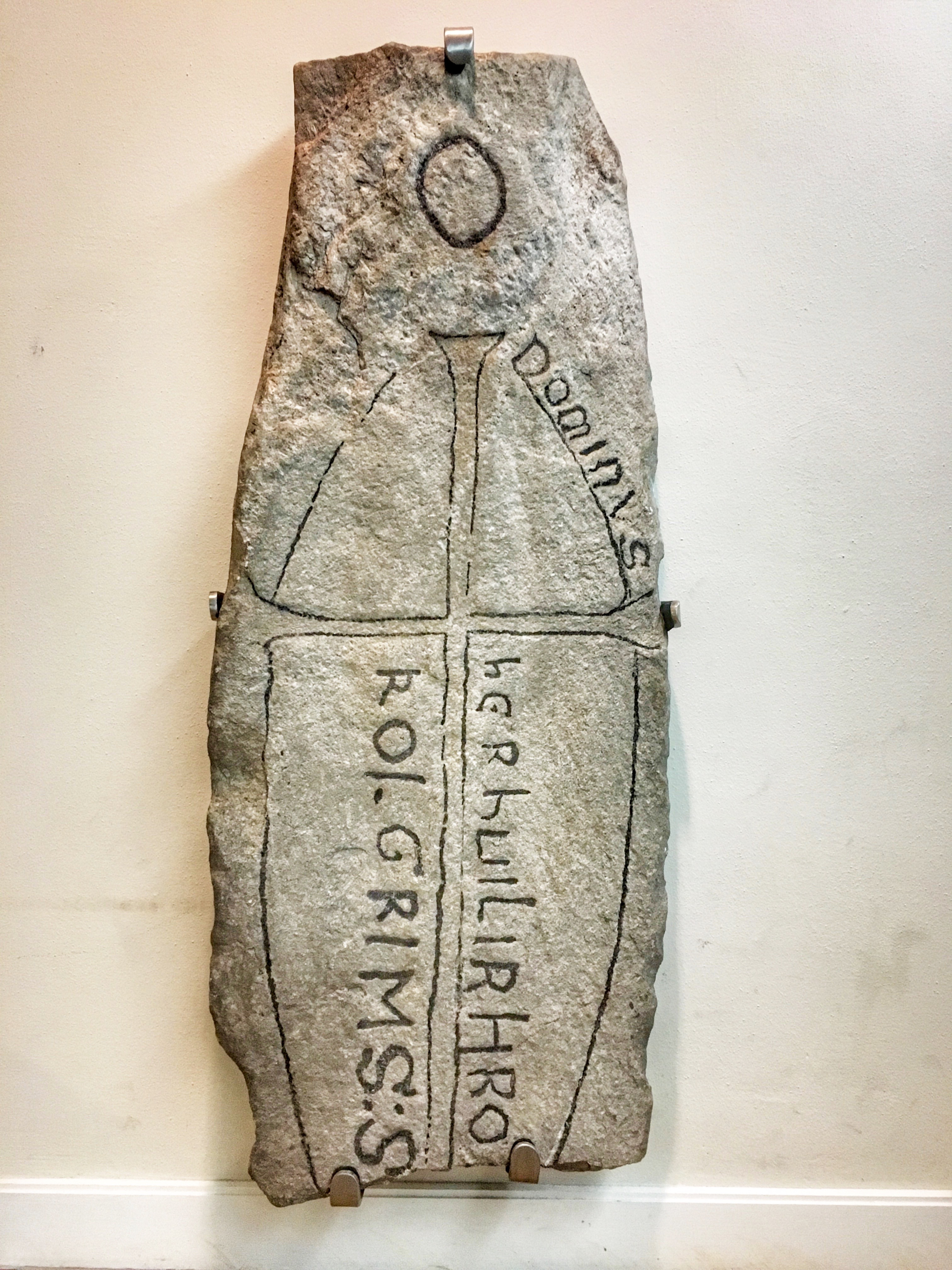
Christlicher Grabstein aus Herjólfsnes

Das andere Ereignis war die Einführung des Christentums in Grönland. Hier widersprechen sich jedoch die Quellen. Die Grænlendinga saga berichtet, dass Erik der Rote noch vor der Einführung des Christentums starb. In der Eiríks saga rauða wird berichtet, dass der norwegische König Olav I. Tryggvason (Óláfr Tryggvason) Leif Eriksson zum Christentum bekehrte, der daraufhin dieses auch in der von seinem Vater gegründeten Kolonie einführte. In der aus dem frühen 12. Jahrhundert stammenden Historia Norvegiae wird hingegen berichtet, dass das Christentum in Grönland von Isländern und nicht von Norwegern eingeführt worden war. Archäologische Spuren machen es wahrscheinlich, dass bereits Christen unter den allerersten Siedlern waren. Laut der Eiríks saga rauða stammt der erste Kirchenbau in Grönland, die Kirche von Brattahlíð, aus der Zeit um 1000 und war von Leifs Mutter Þjóðhildr veranlasst worden. Auch hier macht die Archäologie die Historizität der Sagas zweifelhaft, da die Kirche schon vor dem Jahr 1000 errichtet worden sein kann. Gemäß dem Grænlendinga þáttr baten die Grænlendingar Anfang des 12. Jahrhunderts beim norwegischen König um die Entsendung eines Bischofs nach Grönland, woraufhin König Sigurd I. (altnordisch Sigurðr Jórsalafari) Arnaldr zum Bischof von Grönland ernannte (vgl. Liste der Bischöfe von Garðar). Anfang des 14. Jahrhunderts wurde erstmals von der Existenz von Klöstern in Grönland berichtet und Ívarr Bárðarson berichtete von zwei solchen, darunter dem Kloster St. Olaf.
Es spricht vieles dafür, dass in der Anfangszeit der Kolonie Erik der Rote eine Führungsstellung innehatte. Nach seinem Tod wurde die Macht hingegen auf mehrere Personen verteilt und eine rituell herausgehobene, zumindest allgemein anerkannte Führungspersönlichkeit ist für die Folgezeit nicht mehr nachzuweisen. Aus den Sagas und archäologischen Überresten scheint es, dass in jedem Fjord eine Gruppe von Höfen von einem Hofbesitzer als Häuptling geleitet wurden. Von diesen gab es rund zehn in der Eystribyggð und rund fünf in der Vestribyggð. Diese Anzahl stimmt relativ gut mit der Anzahl an Schiffen überein, die Grönland erreichten, sowie mit der Anzahl an bei Ausgrabungen gefundenen Kirchen. Die Häuptlinge besaßen die Kirchen – eine aus Island stammende Tradition – und konnten somit das Kirchenzehnt eintreiben und zudem gehörten sie dem Thing an, welches in Garðar lag, dem späteren Bischofssitz.
Island und Grönland waren Mitte des 13. Jahrhunderts noch Freistaaten ohne Staatsoberhaupt. Dass in Island die Bischöfe lokale Häuptlinge waren, war der Kirche ein Dorn im Auge, da der Papst somit keine direkte Kontrolle über diese Bistümer hatte. Papst Innozenz IV. sandte deswegen seinen Kardinal Wilhelm von Modena nach Bergen, um dort die Krönung des umstrittenen Königs Håkon IV. (altnordisch Hákon Hákonarson) zu veranlassen, damit dieser sich für den Einfluss auf die nordatlantischen Inseln einsetzte. Der neue grönländische Bischof Ólafr sollte sich deswegen in Grönland dafür einsetzen, sich der norwegischen Krone zu unterstellen. Dies gelang 1261, während Island im Folgejahr dasselbe beschloss. Die Grænlendingar mussten somit fortan Steuern an den norwegischen König zahlen. Im Gegenzug sicherte der König eine regelmäßige Schiffsverbindung, aber auch das Handelsmonopol für Grönland.
Früher ging man davon aus, dass die Grænlendingar zu ihrer Blütezeit 3000 bis 6000 Personen ausmachten, aber laut neueren Schätzungen ist es realistischer, dass die Zahl wohl zu keinem Zeitpunkt über 2000 Personen lag.

### Untergang

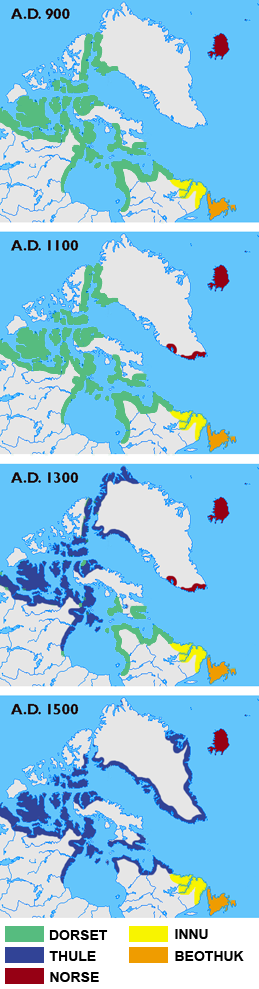
Die Besiedelung Grönlands von 900 bis 1500. Gezeigt sind Normannen (genannt "Norse", inkl. Grænlendingar), Inuit-Kulturen (Dorset, Thule) sowie die weiteren indigenen Kulturen Beothuk und Innu.

Als Ívarr Bárðarson um 1345 Grönland bereiste, berichtete er, dass er in der Vestribyggð verwildertes Vieh und Gebäude gesichtet hatte, aber keine Menschen. Die Eystribyggð überlebte noch einige Jahrzehnte länger. 1378 starb mit Álfr der letzte grönländische Bischof, der in Grönland residierte. Seine Nachfolger müssen als Titularbischöfe angesehen werden, die ihr Bistum nicht mehr bereisten. Der Bericht über die Eheschließung eines isländischen Paars in Hvalsey im Jahr 1408 ist der letzte schriftliche Beweis für die Existenz der Siedlungen der Grænlendingar. Die jüngsten archäologischen Funde lassen sich für die Vestribyggð auf das späte 14. Jahrhundert und für die Eystribyggð auf die Mitte des 15. Jahrhunderts datieren.
Schon früh gab es verschiedene Theorien zur Ursache für den Untergang der Grænlendingar, die heute aber größtenteils verworfen sind:
- Bereits Ívarr Bárðarson ging davon aus, dass die Grænlendingar in der Vestribyggð von den Skrælingar, also den Inuit der Thule-Kultur, die sich etwa im 13. Jahrhundert an der grönländischen Westküste südwärts ausbreiteten, ausgelöscht worden waren. Teils konfliktbehaftete Begegnungen zwischen beiden Gruppen sind sowohl in schriftlichen Quellen und grönländischen Mythen als auch archäologisch belegt. Inwiefern die Inuit am Verschwinden der Grænlendingar Anteil hatten, ist aber umstritten.[18][19][20]
- Die Theorie, dass sich die Grænlendingar mit den Inuit vermischt hätten,[18] ist durch genetische Untersuchungen widerlegt worden.[21]
- Einige Forscher ziehen eine Massenauswanderung nach Amerika in Betracht, wofür es jedoch keinerlei archäologische Belege gibt.[18]
- Poul Nørlund ließ die Skelette auf dem Friedhof von Herjólfsnes untersuchen und meinte, dass diese Anzeichen von Degeneration aufwiesen, was jedoch bereits zu Zeiten von Jørgen Meldgaard verneint wurde.[18]
- Es ist möglich, dass die im 14. Jahrhundert in Europa wütende Pest (vgl. Schwarzer Tod) und andere Krankheiten zum Verschwinden der Grænlendingar beigetragen haben, auch wenn es hierfür keinerlei Belege gibt. Als Hauptursache ist diese Theorie jedoch ausgeschlossen worden.[18]
- Es wurde auch vermutet, dass Piraterie einen Einfluss gehabt hatte. Ab dem 15. Jahrhundert sind von Deutschland und England ausgehende Plünderungen in Island belegt, und ähnliche Vorkommnisse in Grönland sind nicht unwahrscheinlich, aber der tatsächliche Einfluss auf das Verschwinden der Siedler ist zweifelhaft.[18]

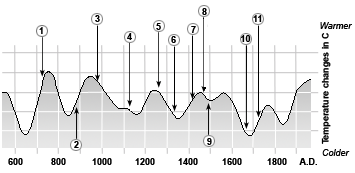
Das Klima in Grönland zwischen dem 6. und dem 20. Jahrhundert

Nach heutigem Wissensstand ist eine Kombination aus folgenden Ursachen als am wahrscheinlichsten für das Verschwinden der Grænlendingar anzusehen:
- Zum Zeitpunkt der Besiedelung Grönlands war es dort aufgrund der mittelalterlichen Klimaanomalie vergleichsweise warm. In den folgenden Jahrhunderten sank die Durchschnittstemperatur. Bereits im 13. Jahrhundert wurde es unterdurchschnittlich kalt und ab etwa 1350 setzte die Kleine Eiszeit ein. Neben der geringeren Temperatur zeugen Sedimentbohrungen auch von geringeren Niederschlagsmengen und weniger Wind, was dazu führte, dass sich mehr Meereis bildete, das die Schifffahrt erschwerte, was auch in schriftlichen Quellen belegt ist. Zudem bezeugen die Bohrungen sowie Untersuchungen an Schafskiefern, dass die Weideflächen mit der Zeit durch Bodenerosion versandeten, was teilweise auch daran gelegen haben dürfte, dass die Bewohner die Vegetation rodeten. Weitere Nutzflächen gingen durch einen Anstieg des Meeresspiegels verloren. Durch einen Anstieg von einem halben Meter verschwanden rund 50 ha Weideland in Brattahlíð und weitere 200 ha am Ende des Tunulliarfik, an dem die Siedlung lag. All diese klimatischen Faktoren und ihr Einfluss auf die Landwirtschaft dürften zum Niedergang der Grænlendingar beigetragen haben.[20]
- Neben der Subsistenzwirtschaft lebten die Grænlendingar vom Handel mit Europa. Die bedeutendste Exportware war Walrosselfenbein. Ab dem Ende des 13. Jahrhunderts konnte Elfenbein von Elefanten aus Afrika importiert werden, was den Markt sättigte und das Interesse an Walrosselfenbein schwinden ließ. Dies dürfte ein Grund für die Einstellung der Handelsroute zwischen Grönland und Europa zu Beginn des 15. Jahrhunderts gewesen sein, was wiederum zur wirtschaftlichen Isolation der Kolonie führte.[20]

### Spätere Wiederentdeckungsversuche
Nachdem der Kontakt mit den Grænlendingar im frühen 15. Jahrhundert abgebrochen war, begann man bereits kurz darauf Entdeckungsfahrten nach Grönland durchzuführen. Die von König Christian I. veranlasste Entdeckungsfahrt von Johannes Scolvus nach Grönland und Nordamerika in den 1470er Jahren ist in mehreren Quellen erwähnt, aber historisch zweifelhaft.
Der Engländer Martin Frobisher fuhr zwischen 1576 und 1578 auf Veranlassung der englischen Königin Elisabeth I. dreimal in die Arktis, wobei er unter anderem die grönländische Südküste erreichte. 1579 ließ König Friedrich II. den Engländer John Allday nach Grönland fahren. 1581 fuhr der norwegisch-färöische Magnus Heinason nach Grönland. Der Engländer John Davis fuhr von 1585 bis 1587 mehrmals nach Grönland. Manche von ihnen trafen auf Inuit, aber keinem gelang es, die Grænlendingar oder Überreste dieser zu finden.
Von 1605 bis 1607 ließ König Christian IV. drei Expeditionen nach Grönland durchführen. Die Kapitäne der drei Schiffe der ersten Expedition waren John Cunningham, John Knight und Godske Lindenov. Die zweite Expedition hatte fünf Schiffe, die von Hans Bruun, Carsten Richardson, Godske Lindenow, John Cunningham und Anders Nolk geführt wurden. Die dritte Expedition war kleiner und wurde von Carsten Richardson geführt. Auf allen Expeditionen war James Hall Steuermann. Wieder konnte Kontakt zu den Inuit hergestellt werden, aber die Überreste der Siedlungen der Grænlendingar oder diese selbst wurden erneut nicht entdeckt. James Hall nahm 1612 von England aus eine weitere Expedition nach Grönland vor, wurde während dieser jedoch von Inuit getötet. 1636 gab es eine weitere private Expedition nach Grönland, die jedoch nur wirtschaftliche Zwecke hatte.
Zwischen 1652 und 1654 reiste David Danell ebenfalls mit privater Finanzierung dreimal nach Grönland. Erneut traf man auf Inuit, aber auf keinerlei Zeugnisse der Grænlendingar. 1670 und 1671 nahm Otto Axelsen auf Veranlassung von König Christian V. zwei Expeditionen nach Grönland vor, wobei von der ersten nichts überliefert ist und sein Schiff auf der zweiten unterging.
Unter seinem Nachfolger Friedrich IV. gelang es, Grönland zu kolonisieren. Hans Egede reiste 1721 nach Grönland und leitete die Missionierung und Kolonisierung Grönlands ein. Er hatte ursprünglich noch versucht, die Grænlendingar wiederzuentdecken und zum Protestantismus umzukehren, aber es gelang ihm schließlich festzustellen, dass diese nicht mehr in Grönland (oder zumindest nicht an der Westküste) lebten und die Siedlungen in Ruinen lagen.

## Siedlungen

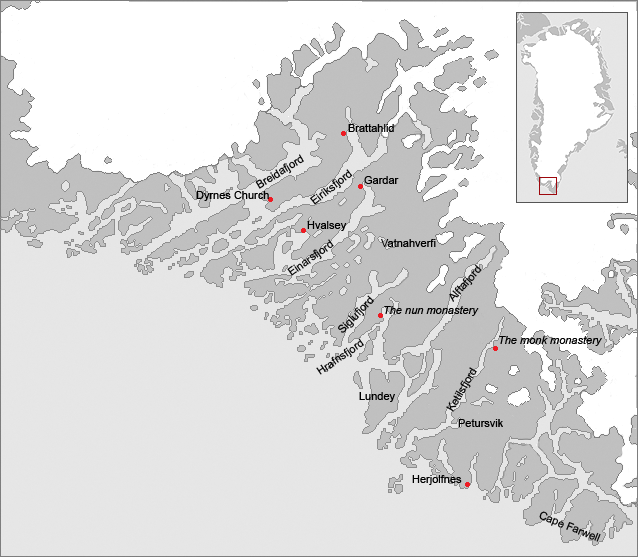
Karte der Eystribyggð mit Haupthöfen und Kirchen

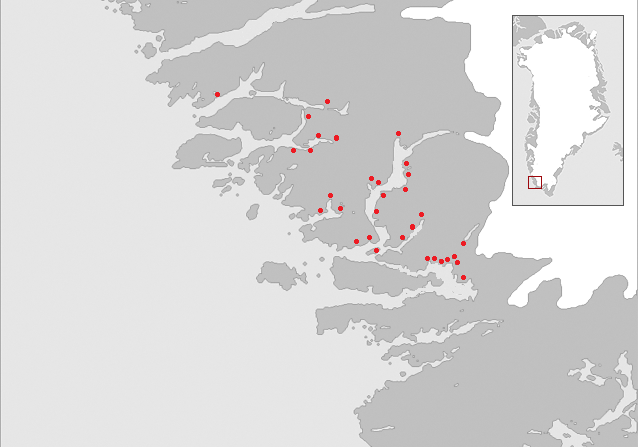
Karte der Mellembygden

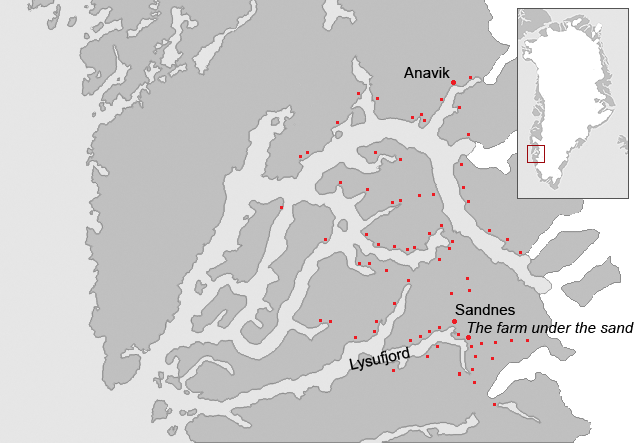
Karte der Vestribyggð

Es sind drei Siedlungsbereiche der Grænlendingar bekannt:
- die Eystribyggð („Ostsiedlung“) in der heutigen Kommune Kujalleq
- die dänisch Mellembygden („Mittelsiedlung“) genannte Siedlung in der Nähe von Arsuk und Ivittuut
- die Vestribyggð („Westsiedlung“) im Norden des heutigen Distrikts Nuuk

Nur die Eystribyggð und die Vestribyggð sind durch schriftliche Quellen belegt; von der mittleren Siedlung zeugen nur archäologische Überreste. Die schriftlichen Quellen nennen zahlreiche Namen von Siedlungen, Fjorden und anderen geografischen Objekten, die sich jedoch nur in geringem Maße identifizieren lassen. In der Landnámabók wird berichtet, wie die ersten Siedler sich in Grönland niederließen und ihre Heimstätten in der Eystribyggð meistens nach sich selbst benannten: Herjólfr Bárðarson ließ sich in Herjólfsnes im Herjólfsfjǫrðr nieder, Erik der Rote in Brattahlíð im Eiríksfjǫrðr, Ketill im Ketilsfjǫrðr, Hrafn im Hrafnsfjǫrðr, Sǫlvi im Sǫlvadalr, Snorri Þórbrandsson im Álptafjǫrðr, Þórbjǫrn glóra im Siglufjǫrðr, Einarr im Einarsfjǫrðr, Hafgrímr im Hafgrímsfjǫrðr und in Vatnahverfi, Arnlaugr im Arnlaugfjǫrðr sowie Þórkell farserkr im Hvalseyjarfjǫrðr. Im Grænlendinga þáttr werden zuletzt die grönländischen Bischöfe sowie die Kirchen genannt, von denen es zu diesem Zeitpunkt offenbar zwölf in der Eystribyggð und drei in der Vestribyggð gab. In Ívarr Bárðarsons Beschreibung werden nur noch elf Kirchen in der Eystribyggð und eine in der (laut ihm verlassenen) Vestribyggð genannt, wobei die Ortsnamen nicht immer mit denen aus den älteren Quellen übereinstimmen. Zudem geht man davon aus, dass Ívarr nicht selbst der Verfasser der Beschreibung war, sondern nur der Informant, und dass es sich nur um eine spätere Abschrift handelt, sodass Fehler nicht unwahrscheinlich sind. Folgende Ortsnamen sind sicher lokalisiert worden:
- Eiríksfjǫrðr – Tunulliarfik
- Brattahlíð – Qassiarsuk
- Garðar – Igaliku
- Einarsfjǫrðr – Igalikup Kangerlua
- Undir Hǫfða – Igaliku Kujalleq
- Dýrnes – Narsap Ilua bei Narsaq
- Hvalsey – Qaqortukulooq
- Herjólfsnes – Ikigaat
- Ketilsfjǫrðr – Tasermiut Kangerluat
- Ísafjǫrðr – Sermilik
- Vatnahverfi – Tasikuluulik
- Sandnes – Kilaarsarfik im Ameralla
- Ánavík – Ujarassuit im Ujarassuit Kangerluat

Die übrigen Ortsnamen sind nicht mit heutigen Orten in Verbindung gebracht worden oder ihre Lokalisierung ist umstritten.
Die ersten Ruinen wurden von Hans Egede gefunden. In der ersten Hälfte des 19. Jahrhunderts kannte man bereits rund 80 Ruinengruppen in der Eystribyggð und 14 in der Vestribyggð. Im Jahr 2004 waren es bereits rund 500 in der Eystribyggð und der Mellembygden und rund 95 in der Vestribyggð.

### Eystribyggð
Die Eystribyggð war die größte Siedlung der Grænlendingar. Sie war die östlichste der Siedlungen, lag aber dennoch im äußersten Süden der grönländischen Westküste. Aufgrund des Namens wurde sie jedoch bis ins 19. Jahrhundert an der Ostküste vermutet. Die Siedlung reichte etwa von Narsarmijit im Distrikt Nanortalik im Süden bis zum Nordufer des Ikersuaq im Distrikt Narsaq im Norden und deckte somit eine Breite von über 180 km ab. Die meisten Höfe lagen tief im Fjordinneren. Der Archäologe Orri Vésteinsson rekonstruierte, dass es in der Eystribyggð zwischen 190 und 266 Höfe gegeben haben muss, die sich auf 14 Kirchengemeinden verteilten, womit die meisten dieser jeweils zwischen 20 und 40 Höfe umfassten, was deutlich mehr als in Island zur selben Zeit war.
Zu den bedeutendsten archäologischen Stätten in der Eystribyggð gehören die Höfe Brattahlíð, Garðar, Herjólfsnes und Hvalsey. Brattahlíð war der Wohnort von Erik dem Roten und ist vor allem bekannt für seine Kirche. Garðar war der größte und bedeutendste Hof des Landes und die Kathedrale von Garðar diente als Sitz des Bischofs. Herjólfsnes ist historisch bedeutend für die bei Ausgrabungen gefundenen Textilfunde. In Hvalsey befand sich die heute noch am besten erhaltene Kirche des Landes. In der Eystribyggð befanden sich zudem zwei Kloster, darunter das Kloster St. Olaf.
Mehrere bedeutende Gebiete der Eystribyggð, darunter Brattahlíð, Garðar, Hvalsey und Vatnahverfi, sind seit 2017 unter dem Namen Kujataa als UNESCO-Welterbe klassifiziert.

### „Mellembygden“
Der Name der „Mellembygden“ ist eine Erfindung von Archäologen und ansonsten nicht überliefert. Sie wurde als Teil der Eystribyggð verstanden, lag aber von dieser rund 150 km über den Seeweg entfernt. Sie befand sich zwischen dem Fjord Tissaluup Ilua im Distrikt Paamiut im Norden und dem Fjord Qoornoq im Distrikt Ivittuut im Süden.

### Vestribyggð
Die Vestribyggð lag tief im Inneren der Fjordsysteme des Nuup Kangerlua sowie des südlich gelegenen Ameralik. Die bedeutendsten archäologischen Stätten hier sind die Höfe Sandnes, Ánavík und der historisch nicht namentlich belegte Hof unter dem Sand. Das Klima in der Vestribyggð war deutlich kontinentaler als in der Eystribyggð und damit im Winter kälter, generell trockener und die Vegetationsperiode war kürzer.

## Aufbau der Höfe

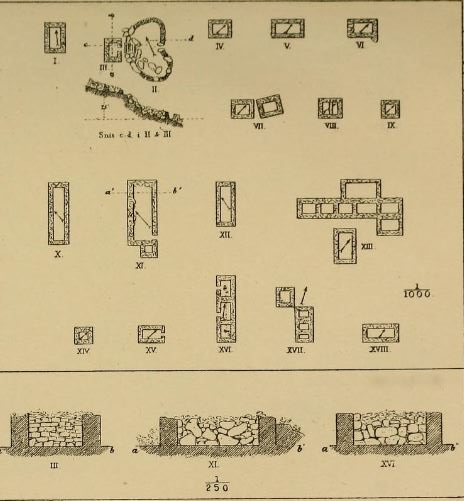
Zeichnungen der Rekonstruktion einiger ausgegrabener Ruinen in Vatnahverfi

Der Aufbau der einzelnen Höfe war abhängig von ihrer Lage, dem sozialen Status der Bewohner und der Zeit, in der sie lebten. Zu den größten Höfen, die den mächtigsten Bauern gehörten, gehörte auch eine Kirche. Sie machten nur drei Prozent der Gesamtzahl an Höfen aus. Man geht davon aus, dass die kleineren Höfe in einem Abhängigkeitsverhältnis zum jeweiligen Großbauern standen. Die größeren dieser Höfe hatten mehr als sechs Gebäude, die kleinsten nur zwei bis fünf.
Es gab grundlegend zwei architektonische Typen für den Aufbau eines Einzelhofs: Entweder standen die Gebäude frei, wobei ein Langhaus als zentrales Wohngebäude fungierte, oder alle Gebäude waren miteinander verbunden, sodass das große zentralisierte Gebäude über Wohnflächen, Ställe und Scheunen verfügte. Die zentralisierten Höfe sind vor allem in der Vestribyggð bezeugt und man ging ursprünglich davon aus, dass sie eine jüngere Entwicklung waren, die als Anpassung an die grönländischen Verhältnisse entstanden war; mittlerweile vermutet man jedoch, dass die freistehenden Höfe der wohlhabenderen Bevölkerungsschicht gehörten, die zentralisierten hingegen den unteren Schichten.
Tatsächlich kann man jedoch auch chronologisch bedingte Unterschiede in der Architektur der Höfe sehen. Während das Langhaus ursprünglich noch aus einem großen Raum bestand, in dem man gemeinsam lebte, sind in jüngeren Ruinen Wände gefunden worden, die davon zeugen, dass das Langhaus in viele kleine Räume aufgeteilt war. Dies wurde als Anzeichen für gesellschaftliche Entwicklungen gedeutet, wo die Bevölkerung sich mehr und mehr in verschiedene soziale Klassen einteilte, die nicht mehr zusammen lebten.
Neben dem eigentlichen Hof mit Wohngebäuden, Ställen und Scheunen gab es vor allem in den größten Höfen neben der Kirche noch Versammlungsgebäude für soziale Zwecke, Warenlager für den Export und Proviantlager für die eigenen Vorräte.
Die Gebäude waren ursprünglich nur aus Torfsoden gebaut, später nutzte man Mauern, die abwechselnd aus einer Schicht Torf und einer Schicht Steinen bestanden. In der Mitte befand sich eine langgezogene Feuerstelle, die später in die Gebäudeecke versetzt wurde und mit Torf, Holz und Dung befeuert wurde. An den Wänden befanden sich Sitz- und Schlafplätze. Die Küche befand sich nahe des Eingangs und war vermutlich vom Wohnbereich durch eine Holzwand abgetrennt. Das Dach wurde von Holzpfeilern in den äußeren Bereichen des Hauses getragen und anschließend mit Torf bedeckt. Der Boden war entweder aus Erde oder mit Holz oder Steinen bedeckt, während die Wände in den wohlhabenderen Höfen mit Holzbrettern verkleidet waren.
Der Aufbau der den größten Höfen zugeordneten Kirchen änderte sich im Laufe der Jahrhunderte ebenfalls stark. Die ältesten Kirchengebäude waren kleine viereckige Gebäude mit drei Steinwänden und einer Holzwand, die von einem runden Deich umgeben waren, innerhalb dessen sich der Friedhof befand. Später wurden romanische Kirchengebäude mit einem Chor und eckiger Eindeichung errichtet. Die jüngsten Ruinen bezeugen als Langhäuser gebaute Saalkirchen. Die Domkirche in Garðar war vom zweiten Typ, hatte aber als einzige noch zwei Kapellen neben dem Chor.

## Kultur

### Wirtschaft

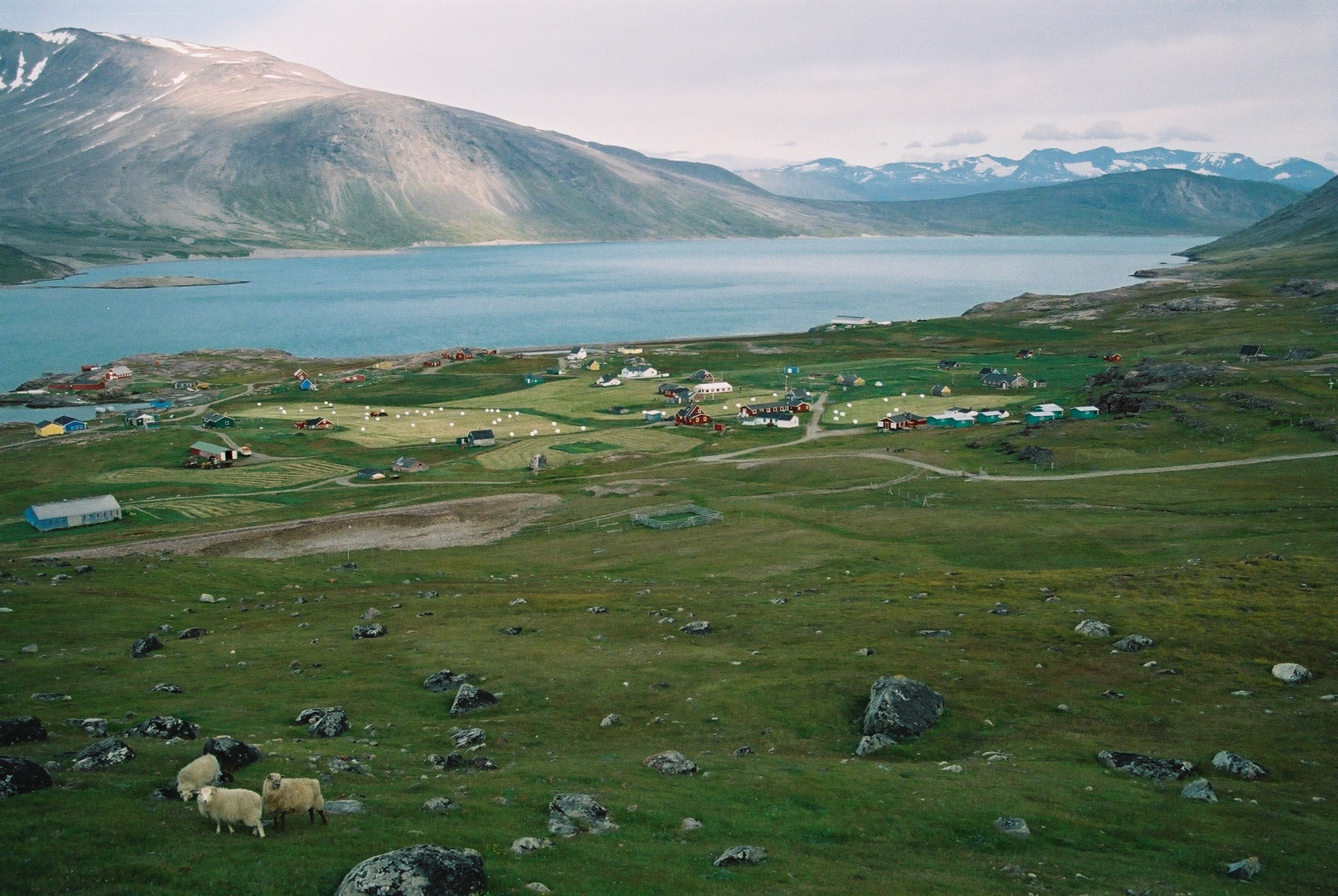
Ansicht des heutigen Igaliku, des früheren Garðar, wo immer noch die Landwirtschaft von größter wirtschaftlicher Bedeutung ist.

Aussagen über die Lebensweise der Grænlendingar lassen sich vor allem auf Grundlage von archäologischen Funden und Berichten in Konungs skuggsjá treffen. Die Grænlendingar lebten in einer Jagd- und Agrargesellschaft.
Die soziale Gesellschaftsordnung dürfte der in Island geähnelt haben. Die größten Höfe, von denen es rund ein Dutzend gab, gehörten den mächtigsten Bauern, die jeweils in Besitz einer Kirche waren, und die übrigen kleineren Höfe waren von diesen abhängig. Die Siedler nahmen Kühe, Schafe, Ziegen, Schweine, Hunde und Katzen aus Europa mit, die sie anschließend auf ihren Höfen hielten. Sie lebten vom Fleisch des Viehs und von Milch und Käse. In der Eystribyggð war die Kuhhaltung vorherrschend, in der Vestribyggð hingegen die Schaf- und Ziegenhaltung. Lediglich die reichsten Bauern betrieben in geringem Maße Ackerbau und gemäß Konungs skuggsjá wussten die meisten Grænlendingar nicht, was Brot war. Die Viehwirtschaft war in hohem Maße intensiv, die Tiere wurden also auf Weiden an den Höfen gehalten. Abgelegene Graslandschaften wurden in geringem Maße extensiv bewirtschaftet. Dazu ist Almwirtschaft nachgewiesen. Konungs skuggsjá berichtet, dass die Grænlendingar neben der Viehwirtschaft auch von der Jagd auf Rentiere, Wale, Robben und Eisbären lebten. Vor allem Rentiere und Robben waren hierbei bedeutend. In der Vestribyggð stammten 80 % der in einem Køkkenmødding gefundenen Knochen von verschiedenen Robbenarten. Stratigrafische Untersuchungen zeigen, dass die Bedeutung der Robbenjagd in der Nahrung im Laufe der Jahrhunderte zunahm, während die der Viehhaltung abnahm. Fisch war jedoch eine eher seltene Speise. Die unteren Bevölkerungsschichten lebten am ausgeprägtesten von der Jagd, während die reichen Bauern sich auf die Produkte ihrer Landwirtschaft stützen konnten.

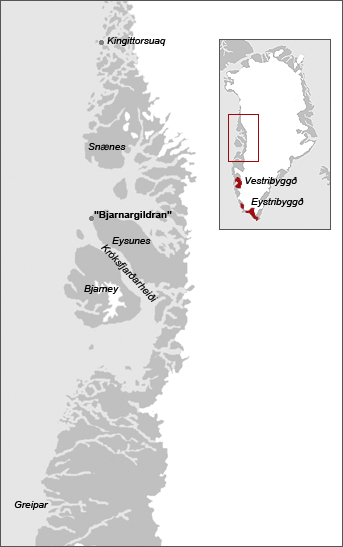
Karte der Norðrseta

Die Grænlendingar waren ein seefahrendes Volk, was ebenfalls sowohl durch schriftliche als auch durch archäologische Quellen belegt ist, auch wenn nur wenige Überreste von Schiffen gefunden worden sind. Sie reisten regelmäßig über die Davisstraße nach Nordamerika, aber auch die grönländische Küste entlang. Neben kurzen Reisen an die Ostküste war es vor allem üblich, die grönländische Westküste hinaufzusegeln. Dieses Gebiet wurde Norðrsetur genannt. Archäologische Funde bestätigen dabei, dass die Grænlendingar bis zum Smithsund kamen, der rund 1800 km nördlich der Vestribyggð lag. Die Reisen dienten vor allem dem Handel und der Beschaffung von Rohstoffen. Dennoch waren die Grænlendingar in hohem Maße vom Import von beispielsweise Eisen und daraus hergestellten Werkzeugen aus Europa abhängig. Bereits ab dem 12. Jahrhundert konnte der Außenhandel nicht mehr durch die Siedler selbst gewährleistet werden, sodass die Waren, vor allem Walrosselfenbein, mit norwegischen Schiffen abgeholt werden mussten.

### Alltagskultur
Die Lebensbedingungen waren vermutlich nicht unbedingt schlechter als in Europa. Skelettuntersuchungen haben gezeigt, dass die Bevölkerung kleiner gewachsen war als in Skandinavien, aber dass sie ansonsten gesundheitlich dieselben Probleme hatte wie die europäische Bevölkerung, darunter Gicht und Parasitenbefall, vor allem von Läusen und Flöhen. Die Lebenserwartung war nicht markant geringer als in Skandinavien.
Die männlichen Grænlendingar zogen auf Handels-, Jagd- und Entdeckungsreisen, wobei Rentiere mit Pfeil und Bogen und Robben und Walrösser mit Speeren erlegt wurden. Im Frühjahr wurde das Vieh aus den Ställen auf die Weiden gebracht und im Herbst wieder eingeholt und teilweise geschlachtet. Im Sommer wurde Torf geschnitten und Brennmaterial gesammelt und im Herbst Heu geerntet. Die Frauen waren für die Hauswirtschaft zuständig und kümmerten sich um die Feuerstellen, die Essenszubereitung, die Wasserversorgung, die Textilverarbeitung, die Kinderpflege und das Melken und die anschließende Milchverarbeitung, aber vermutlich beteiligten sie sich auch an der Heuernte und als Hirtinnen. Im Winter beschäftigte man sich im Haus mit der Reparatur von Werkzeugen und anderen Gegenständen. Es gibt aber auch archäologische Funde von Brettspielen, Musikinstrumenten und Kinderspielzeug, die auf Freizeitaktivitäten schließen lassen.

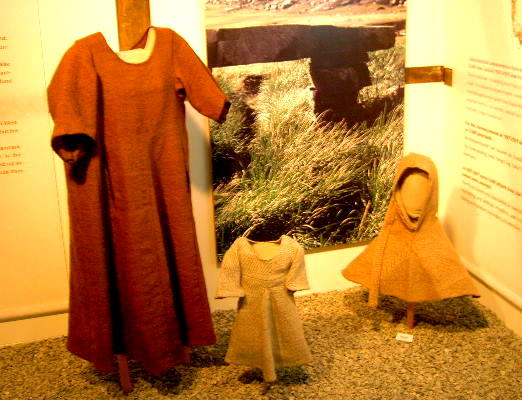
Nachbildungen von Kleidungsstücken der Grænlendingar

Kleiderfunde (vor allem die Textilfunde von Herjolfsnæs) zeugen davon, dass man eine ähnliche Mode hatte wie in Skandinavien zu dieser Zeit. Man trug üblicherweise Wollkleider aus Schafswolle, die nur in seltenen Fällen bunt gefärbt wurde. Darunter trug man lange Hosen und Gürtel. An den Füßen trug man Lederschuhe und auf dem Kopf verschiedene Hüte und Calotten. Die grönländischen Schafe produzierten wegen der besonderen klimatischen Bedingungen eine sehr fetthaltige Wolle. Die daraus hergestellten Stoffe und Kleidungsstücke waren wegen ihrer wasserabweisenden Eigenschaften sehr gefragt. Die Kleidungsstücke, die in Herjolfsnæs ausgegraben wurden, entsprechen denen, die auf innereuropäischen Kalkmalereien aus der gleichen Zeit zu finden sind, und waren von höherer Qualität als die von Funden im übrigen Skandinavien aus dieser Zeit.

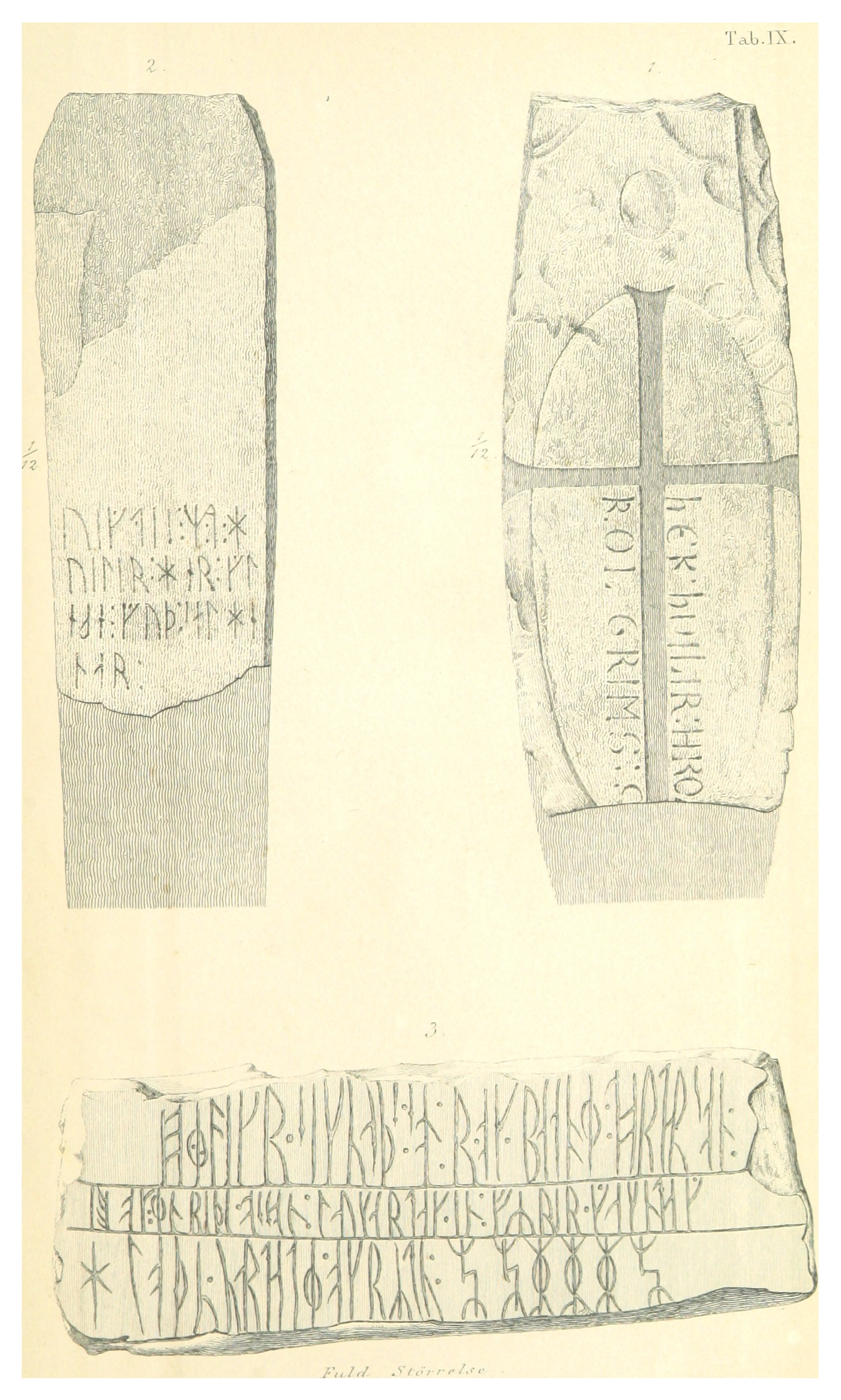
Grab- und Runensteine

Insgesamt rund 160 Runeninschriften zeugen von einem geringen Grad an Literalität für die arktische Agrargesellschaft der Grænlendingar. Die Inschriften bestehen häufig nur aus wenigen Zeichen, haben häufig einen religiösen Kontext und sind teils auf Latein verfasst. Es gibt nur wenige Inschriften, die aus ganzen Sätzen bestehen, darunter die bedeutendste grönländische Runeninschrift, der Runenstein von Kingittorsuaq, der zudem aufgrund seines Fundorts eine Reise von mindestens 1000 km nordwärts bezeugt. Die Runen belegen zudem einige besondere Entwicklungen in der Sprache und Schrift der Grænlendingar, deren Sprache somit einen Dialekt des Altnordischen darstellt und als Grönlandnordisch bezeichnet wird, andererseits ist durch die Form der Runen und den Inhalt der Inschriften ein breiter Kontakt zu anderen skandinavischen Gesellschaften erkennbar.

### Kontakte zu den Skrælingar

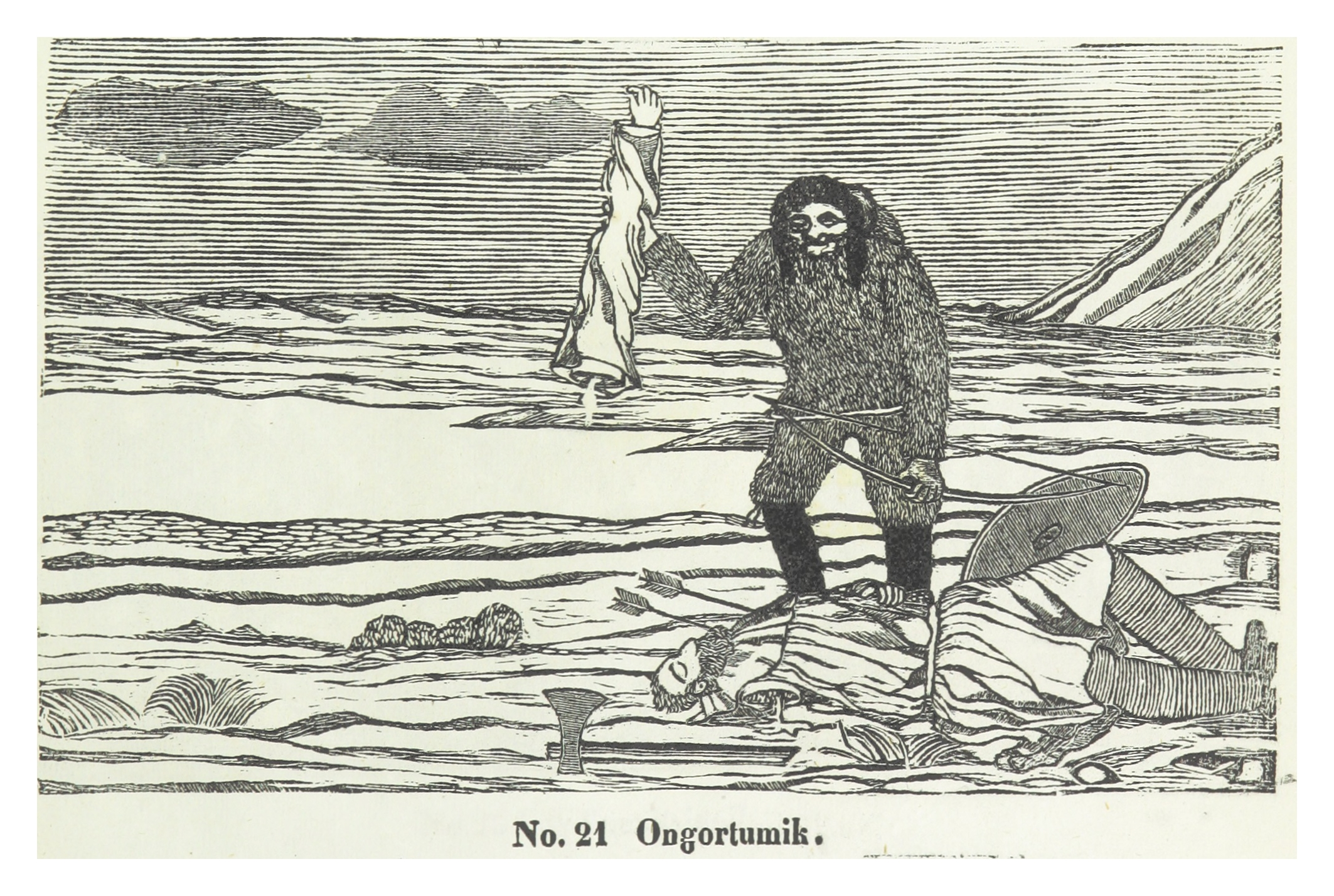
Die von Aron von Kangeq geschaffene und 1860 im Werk Kaladlit Assilialiait („Von Grönländern geschaffene Bilder“) veröffentlichte Zeichnung vom mündlich überlieferten Mord Qasapis am Grænlendingur Unngortoq wurde berühmt, weil die Band Sumé es in den 1970er Jahren als Albumcover nutzte.

Sowohl archäologische Funde als auch Schriftzeugnisse belegen, dass es Begegnungen zwischen den Eskimo-Kulturen und Grænlendingar gegeben hat. Die Treffen mit den Skrælingar sind bereits im frühen 12. Jahrhundert belegt, als die Thule-Kultur noch nicht oder gerade erst den äußersten Norden Grönlands besiedelt hatte, fernab der Siedlungsbereiche der Grænlendingar. Deswegen geht man davon aus, dass die ersten Begegnungen mit anderen Völkern in Grönland noch mit der Dorset-Kultur stattgefunden hatten. Erst später wurde diese durch die Thule-Kultur verdrängt.
Da man sowohl Gegenstände der Grænlendingar in Häusern in Nordgrönland als auch Gegenstände der Inuit in den Siedlungen der Grænlendingar gefunden hat, geht man davon aus, dass beide Gruppen regelmäßig miteinander handelten. Allerdings sind sowohl in den europäischen schriftlichen Quellen als auch in den grönländischen Mythen kriegerische Auseinandersetzungen, Überfälle und Morde überliefert. Die Inuit nahmen einige kulturelle Errungenschaften der Grænlendingar an; zudem sind einige grönländische Wörter Lehnwörter aus dem Altnordischen, was Sprachkontakt zwischen beiden Gruppen voraussetzt.